# تودی نوک‌پهن
تودی نوک‌پهن (نام علمی: Todus subulatus) نام یک گونه از سرده تودی است.